# Lijst van voetbalinterlands Brazilië - Spanje (vrouwen)
Deze lijst van voetbalinterlands is een overzicht van alle officiële voetbalinterlands tussen de nationale vrouwenteams van Brazilië en Spanje. De landen hebben tot nu toe zes keer tegen elkaar gespeeld.

## Wedstrijden
| № | Plaats      | Datum           | Competitie             | Wedstrijd         | Uitslag |
| - | ----------- | --------------- | ---------------------- | ----------------- | ------- |
| 1 | Montréal    | 13 juni 2015    | WK 2015                | Brazilië − Spanje | 1 − 0   |
| 2 | Fuenlabrada | 10 juni 2017    | Vriendschappelijk      | Spanje − Brazilië | 1 − 2   |
| 3 | Don Benito  | 5 april 2019    | Vriendschappelijk      | Spanje − Brazilië | 2 − 1   |
| 4 | Alicante    | 7 april 2022    | Vriendschappelijk      | Spanje − Brazilië | 1 − 1   |
| 5 | Bordeaux    | 31 juli 2024    | Olympische Spelen 2024 | Spanje − Brazilië | 2 − 0   |
| 6 | Marseille   | 6 augustus 2024 | Olympische Spelen 2024 | Brazilië − Spanje | 4 − 2   |

## Samenvatting
| Competitie        | Totaal gespeeld | Winst Brazilië | Gelijk | Winst Spanje | Doelsaldo Brazilië – Spanje |
| ----------------- | --------------- | -------------- | ------ | ------------ | --------------------------- |
| WK-eindronde      | 1               | 1              | 0      | 0            | 1 − 0                       |
| Olympische Spelen | 2               | 1              | 0      | 1            | 4 − 4                       |
| Vriendschappelijk | 3               | 1              | 1      | 1            | 4 − 4                       |
| Totaal            | 6               | 3              | 1      | 2            | 9 − 8                       |